# Петропавлово (Тверская область)
Петропавлово — село в Торжокском районе Тверской области. Относится к Грузинскому сельскому поселению.

## География
Село расположено на правом берегу Тверцы в 7 км на юго-восток от центра поселения деревни Грузины и в 20 км на юго-восток от города Торжка.

## История

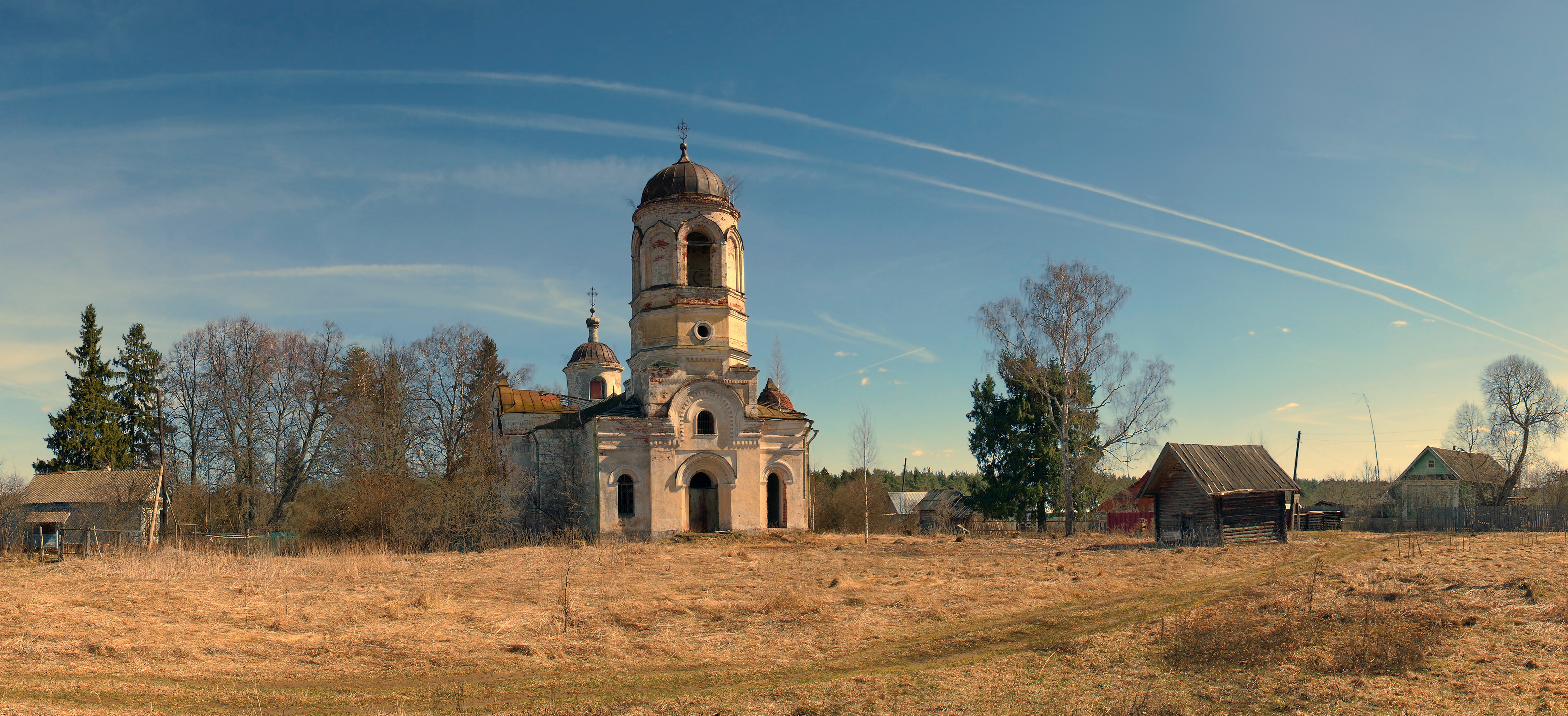
Петропавловская церковь. Панорама с сельскими постройками

В 1806 году на Петропавловском погосте была построена каменная Петропавловская церковь, метрические книги с 1780 года.
В конце XIX — начале XX века село входило в состав Грузинской волости Новоторжского уезда Тверской губернии.  
С 1929 года село входило в состав Грузинского сельсовета Торжокского района Тверского округа Московской области, с 1935 года — в составе Калининской области, с 1994 года — в составе Грузинского сельского округа, с 2005 года — в составе Грузинского сельского поселения.

## Население
| 1859 | 1884 | 2002 | 2010 |
| ---- | ---- | ---- | ---- |
| 126  | ↘109 | ↘14  | ↘12  |

## Достопримечательности
В селе находится недействующая уерковь Петра и Павла (1806).